# Paramesochra brevifurca
Paramesochra brevifurca är en kräftdjursart som beskrevs av Galhano 1970. Paramesochra brevifurca ingår i släktet Paramesochra och familjen Paramesochridae. Inga underarter finns listade i Catalogue of Life.